# Prisonniers de la brousse
Pour plus de détails, voir Fiche technique et Distribution.
Prisonniers de la brousse est un film français réalisé par Willy Rozier, tourné en 1958 et sorti en 1960.

## Synopsis
À la suite d'un atterrissage forcé dans la jungle congolaise, l'avion qui faisait la liaison Douala-Bangui est considéré comme perdu. Cinq rescapés sont contraints de partir dans la forêt, transportant Hélène, blessée, sur un brancard. Ils parviennent à atteindre un village de pygmées dont les occupants acceptent de les orienter vers Van Houcke, prospecteur de diamants installé dans la région.

## Fiche technique
- Titre : Prisonniers de la brousse
- Réalisation : Willy Rozier
- Scénario et dialogues : Xavier Vallier (pseudonyme de Willy Rozier)
- Photographie : Michel Rocca
- Montage : Madeleine Crétolle
- Musique : Jean Yatove
- Photographe de plateau : Léo Mirkine
- Société de production : Sport Films
- Directeur de production : Yvonne Toumayeff
- Pays de production :  France
- Format : Couleur (Eastmancolor)  — 35 mm — 1,37:1 — Son : Mono
- Genre : Film dramatique
- Durée : 94 minutes (1 h 34)
- Dates de sortie : 
  - France : 24 février 1960
- Affiche : Constantin Belinsky (France)

## Distribution
- Georges Marchal : Fred
- Françoise Rasquin : Hélène
- Nadine Alari : Myriam
- André Claveau : Bob
- Jean-Pierre Kérien : Van Houcke
- Jean-Pierre Zola
- Lucien Callamand
- Richard Flagey
- Fernand Rauzéna
- Georges Tourreil
- Maurice Bénard
- Jean Combal